# Summerwind
 (septembre 2023).
Summerwind, officiellement dénommée Manoir Lamont, est une ancienne demeure, aujourd'hui en ruine, bâtie au bord du West Bay Lake, dans le Wisconsin.
Réputée pour être la maison la plus hantée de l'état, Summerwind fut construite au début du XXe siècle, abandonnée et rénovée de nombreuses fois, avant d'être totalement détruite par un incendie lors d'un orage dans les années 1980. De nos jours, les restes de Summerwind appartiennent à un particulier et demeurent fermés au public.
Selon les anciens occupants de la résidence, l'esprit qui hante les lieux depuis plusieurs décennies serait celui de l'explorateur américain Jonathan Carver. 
Summerwind n'est reste pas moins un lieu fascinant pour les amateurs de paranormal, ce qui lui a valu une émission dans le docufiction Hanté (Hantise au Québec).